# Edwin van Mercia
Edwin (Oudengels: Eadwine) (overleden 1071) was de oudere broer van Morcar, zoon van Ælfgār van  Mercia en kleinzoon van Leofric van Mercia. Hij slaagde er in 1062 in om na het overlijden van zijn vaders diens titel en verantwoordelijkheden over te nemen. Hij komt als earl Edwin (Eduin comes) voor in het Domesday Book.
Nadat Tostig Godwinson op 3 oktober 1065 door de Northumbriërs werd verdreven, werd Edwins jongere broer, Morcar, tot de nieuwe graaf van Northumbrië benoemd. In 1066 voerde Tostig rooftochten in Mercia uit. Daarbij werd hij echter verslagen door Edwin en Morcar. Tostig Godwinson vluchtte vervolgens naar Schotland. Later dat jaar keerde Tostig als vazal in het gezelschap van koning Harald Hardrada van Noorwegen terug. Hij werd vergezeld door een groot Noors leger. Dit leger wist de broers Edwin en Morcar op 20 september tijdens de slag bij Fulford in de buurt van York te verslaan. Harald en Tostig werden vijf dagen later, op 25 september, op hun beurt verslagen en gedood door een Engels leger onder leiding van de koning van Engeland (Harold II van Engeland) bij de slag bij Stamford Bridge. Na de dood van Harold tijdens de slag bij Hastings werden Edwin en Morcar de belangrijkste voorvechters van een nieuwe regering van Edgar Ætheling. Men slaagde er echter niet in om effectieve maatregelen te treffen tegen de in de Midlands en het Noorden van Engeland binnengevallen Normandische troepen. Edwin en Morcar onderwierpen zich al snel aan de nieuwe koning Willem de Veroveraar.
In 1068 probeerden Edwin en Morcar in Mercia een opstand op te zetten. Zij gaven zich echter al snel weer over nadat Willem de Veroveraar tegen hen was opgetrokken. In 1071 kwamen zij opnieuw in opstand. Edwin werd al snel door leden uit zijn eigen gevolg aan de Normandiërs verraden en vervolgens gedood.
Edwins zuster, Ealdgyth, was tot aan diens dood in de slag bij Hastings op 14 oktober 1066 getrouwd met Harold II van Engeland.

## Voetnoten
1. ↑  "Eadwine, earl of Mercia" (d 1071.): in Ann Williams, Aelfgar (d. 1062?), Oxford Dictionary of National Biography, Oxford University Press, 2004 zie hier.